# Mary Downing
Pour les articles homonymes, voir Downing.
Mary Downing (vers 1815 - 1881) est une poétesse et nationaliste irlandaise, connue sous son nom de plume « Christabel ». Son œuvre la plus notable est The ballad poetry of Ireland (1869), un recueil de poèmes édité par Charles Gavan Duffy.

## Biographie
Mary Downing est né Mary McCarthy vers 1815 à Kilfadimore, près de Kenmare, dans le comté de Kerry. Elle est la fille aînée de Daniel McCarthy. Au cours de sa vie, elle utilise un certain nombre de noms de plume, les plus connus sont « Christabel » et « Myrrha ». C'est sous ces noms qu'une grande quantité de son verset a été publié dans le Cork Southern Reporter et le Freeholder. Sous les initiales "M. F. D." et "C*l", elle a contribué à plusieurs poèmes à la Dublin Citizen. Son ouvrage le plus célèbre, Scraps from the mountains, and other poems a été publié en 1840, à Dublin, et en 1841 à Londres.
Elle épouse Washington Downing (mort en 1877) de Cork dans les années 1830. Il est parlementaire et journaliste pour le Daily Mail, le couple s'installe donc à Londres. Le frère de Washington est Timothy McCarthy Downing. Downing est un militant nationaliste et aide à échapper en France des participants de l'échec de la Young Irelander Rebellion de 1848. Son père reste à la maison familiale à Kilfadimore, et en septembre 1848 James Stephens et Michael Doheny s'y mettent à l'abri pendant que qu'ils prévoient leur fuite hors de l'Irlande. Doheny s'échappe sur un navire à destination de Bristol en tant que clerc. Initialement, il a été suggéré que Stephens puisse se faire passer pour la femme de chambre de Mary. Stephens refuse de prendre part à ce plan et voyage avec Downing sur le Sabarina se présentant comme son serviteur. Stephens se cache dans la maison des Downing à Londres avant de se rendre en France. Quand il retourne au Royaume-Uni en 1856, il passe à nouveau par leur maison.
Les Downing ont vécu à plusieurs adresses à Londres, y compris Pentonville, Cumming Street, et enfin Hilldrop Crescent, Camden Town où elle vit en 1871. Downing meurt en 1881, probablement à Londres. Ses archives sont conservées dans le fonds McCarthy de la Bibliothèque nationale d'Irlande. Le bicentenaire de sa naissance a été célébré à Kilgarvan, comté de Kerry.